# Dilshad Vadsaria
Dilshad Vadsaria (* 14. September 1985 in Karatschi, Pakistan) ist eine US-amerikanische Schauspielerin.

## Leben
Sie ist pakistanischer und portugiesischer Abstammung. Ihr Vater hat einen Muhadschir-Hintergrund. Vadsaria war sechs, als ihre Familie in die Vereinigten Staaten auswanderte. Sie verbrachte ihre Kindheit in verschiedenen Teilen des Landes, darunter Chicago, Illinois, Richmond, Virginia und Philadelphia, Pennsylvania. Sie studierte Schauspielerei in New York City.
Vadsarias professionelle Schauspielkarriere begann 2006 mit einer Rolle in der US-Krimiserie Vanished.

## Filmografie (Auswahl)
- 2006: Rapture
- 2006: Within the Ivory Tower
- 2006: Vanished (Fernsehserie, eine Folge)
- 2007–2011: Greek (Fernsehserie, 74 Episoden)
- 2009: Navy CIS (NCIS, Fernsehserie, eine Folge)
- 2010: CSI Miami (Fernsehserie, eine Folge)
- 2010: Bones – Die Knochenjägerin (Bones, Fernsehserie, eine Folge)
- 2011: 30 Minuten oder weniger (30 Minutes or Less)
- 2012–2013: Revenge (Fernsehserie, 15 Episoden)
- 2016: Second Chance (Fernsehserie, 11 Episoden)
- 2016: Notorious (Fernsehserie, 3 Episoden)
- 2017: Grey’s Anatomy (Fernsehserie, eine Folge)
- 2018: The Quest – Die Serie (Fernsehserie, eine Folge)
- 2019: Marvel’s Cloak & Dagger (Fernsehserie, 8 Folgen)